# Salsa mousseline
La salsa mousseline (Conocida también como salsa Chantilly) es una salsa habitual para el napado de verduras (generalmente hortalizas cocidas) y pescados (guisados o preparados al vapor). Sus ingredientes son de partida los mismos de una salsa holandesa (mantequilla clarificada y yemas de huevo y opcionalmente zumo de limón) a la que se añade nata montada o crema de leche. Su preparación entra de la categoría de las salsas emulsionadas, por su textura a veces se le denomina mahonesa tibia.

## Elaboración
Se prepara con los mismos procedimientos que los de la salsa holandesa. Su grado de dificultad es similar, y en muchos casos se considera una holandesa rebajada. En un cazo alto (metálico o resistente al calor) se vierten las yemas de huevo, el cazo se pone en un baño maría. Se bate la mezcla hasta que posea la textura de una mousse. Se añade la mantequilla fundida caliente poco a poco buscando la emulsión (es decir hasta que espese). Cuando haya sido espesada se vierte la nata. Se sirve templada. En muchos casos una salsa holandesa preparada, se añade crema de leche.